# Co z tym Bobem?
Co z tym Bobem? (ang. What About Bob?) – komedia produkcji amerykańskiej w reżyserii Franka Oza z 1991 roku.

## Fabuła
Dla doktora Leo Marvina może to być udany dzień. Wybiera się na oczekiwany urlop z rodziną, a na dodatek ekipa popularnego programu telewizyjnego Dzień dobry, Ameryko! potwierdziła swój przyjazd do letniej posiadłości Marvina, by przeprowadzić z nim wywiad. Chodzi o najnowszą książkę doktora Dziecięce kroczki na temat nowych osiągnięć w psychiatrii. Książka podbiła rynek wydawniczy i znalazła uznanie w środowisku wybitnych specjalistów w tej dziedzinie. W ostatnim dniu pracy przed urlopem dzwoni do niego z gratulacjami dawny znajomy psychiatra, który przy okazji prosi o przysługę. Doktor nie odmawia.
W ten sposób doktor Marvin, nieświadomy kłopotów, przejmuje pacjenta kolegi po fachu. Pojawia się nowy podopieczny, Bob Wiley. Wszyscy, oprócz doktora, zdają sobie sprawę, że będą z nim kłopoty. Bob jest nachalny i dociekliwy, nie daje się łatwo zbyć. Chce najpierw znać warunki terapii, wypytuje o wszystkie szczegóły, opowiada o swoich problemach i spostrzeżeniach. Psychiatra, który jest już myślami na wakacjach, daje mu swoją najnowszą książkę i zachęca do lektury, chcąc jak najszybciej pozbyć się pacjenta. Oczarowany książkowymi poradami Bob opuszcza gabinet. Wydaje mu się, że już pokonał dręczące go obawy i lęki przed otaczającą go rzeczywistością. Czuje się wyzwolony i uzdrowiony.
Doktor Leo Marvin sądzi, że przed nim już tylko wakacje i wizyta ekipy telewizyjnej. Przygotowuje się do jak najlepszego zaprezentowania się przed kamerą. W letniej posiadłości wszystko jest gotowe. W przygotowaniach pomagają Marvinowi żona oraz córka i syn. Doktor nie spodziewa się jednak ponownej wizyty pacjenta.